# Masao Harada
Masao Harada (jap. 原田正夫 Harada Masao; ur. 22 września 1912 w Kioto, zm. 22 stycznia 2000 w Jokohamie) – japoński lekkoatleta, specjalista trójskoku i skoku w dal, srebrny medalista olimpijski z 1936.
Na igrzyskach olimpijskich w 1936 w Berlinie zdobył srebrny medal w trójskoku, przegrywając ze swym rodakiem Naoto Tajimą. Startował na tych igrzyskach również w skoku w dal, ale nie zakwalifikował się do finału.
Zdobył srebrne medale w skoku w dal i trójskoku w igrzyskach Dalekiego Wschodu w 1934 w Manili, za innymi Japończykami Chūhei Nambu (w dal) i Kenkichi Ōshimą (trójskok). Zdobył brązowy medal w skoku w dal na akademickich mistrzostwach świata w 1935 w Budapeszcie.
Był mistrzem Japonii w skoku w dal w 1935, 1936, 1938 i 1939 oraz w trójskoku w 1933, 1939 i 1940.
Rekordy życiowe Harady:
- skok w dal – 7,59 (1934)
- trójskok – 15,73 (1939)